# Моторикша

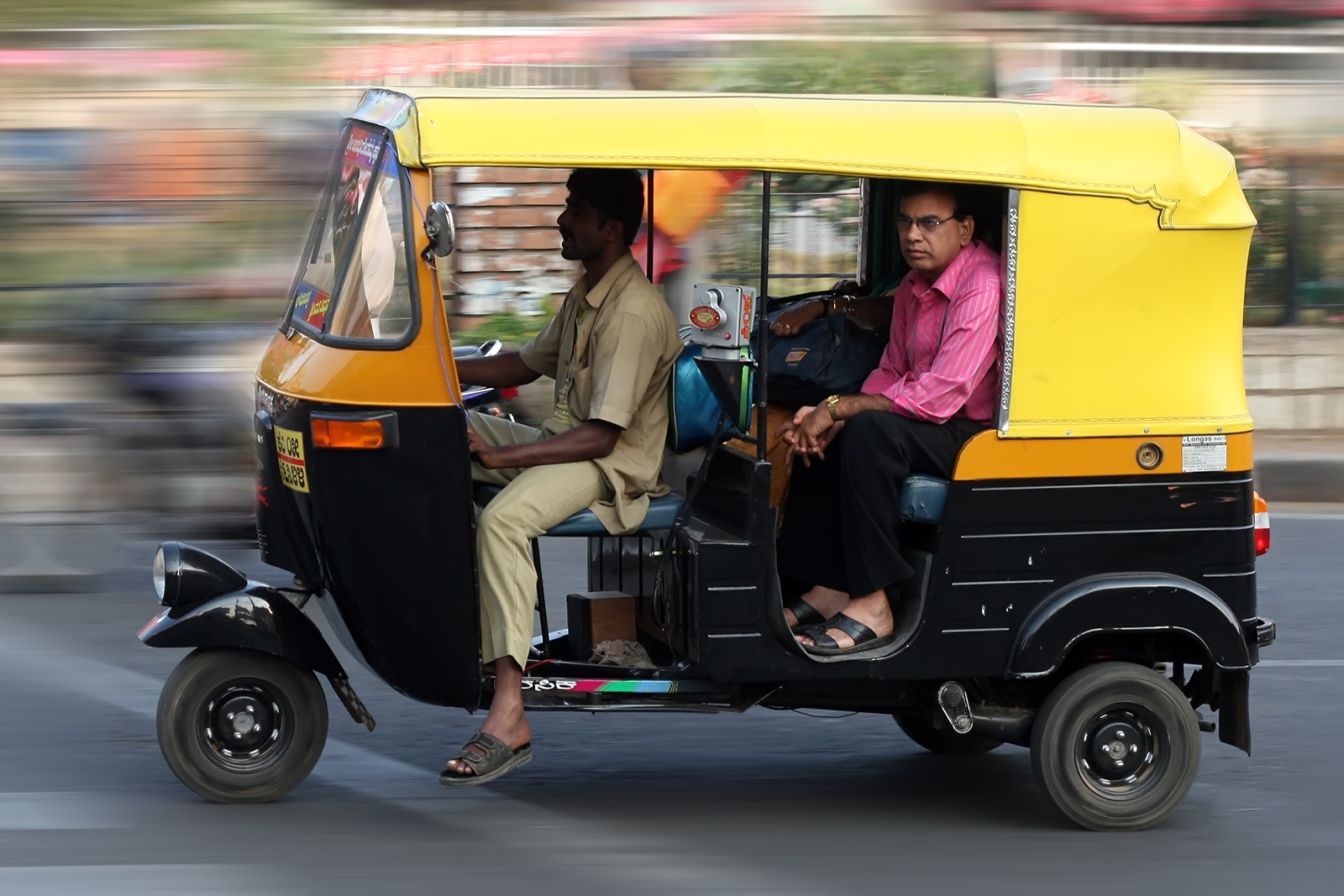
Моторикша является распространённым видом общественного транспорта в городах Индии.

Мотори́кша (автори́кша, тук-тук (из тайского языка (ตุ๊ก ๆ, dtóok-dtóok), мототакси) — трёхколёсный мотоцикл или мотороллер, предназначенный для перевозки пассажиров.
Использование моторикш широко распространено в государствах с тёплым климатом, особенно в Южной и Юго-Восточной Азии и Африке. 
Моторикша является моторизованной версией обычной рикши и отличается эффективностью и дешевизной перевозки. В Индии моторикша — одно из наиболее популярных транспортных средств, здесь её часто называют тук-туком или авторикшей. Среди крупнейших производителей моторикш в Индии можно назвать компании Bajaj Auto, Kerala Auto, Piaggio и Force Motors (ранее Bajaj Tempo), Mahindra & Mahindra и TVS Motors.
Этот вид транспорта является одним из самых опасных средств передвижения по городу. Несмотря на это, им часто пользуются туристы, так как он очень удобен для небольших поездок по городам, где плохо развит общественный транспорт.

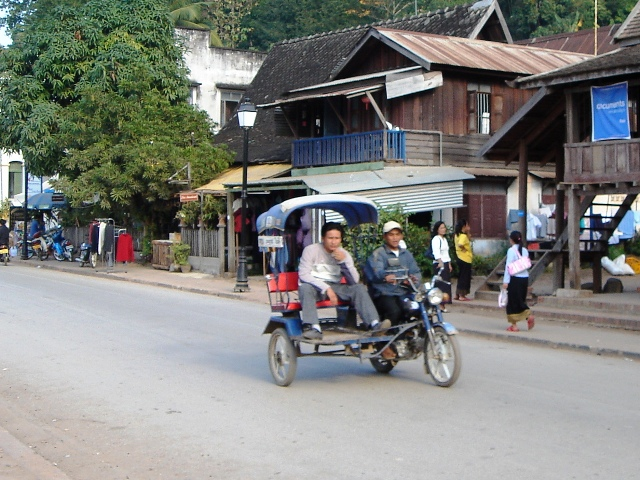
полуоткрытая моторикша на основе мотоцикла (мотоцикл с коляской)

## Галерея

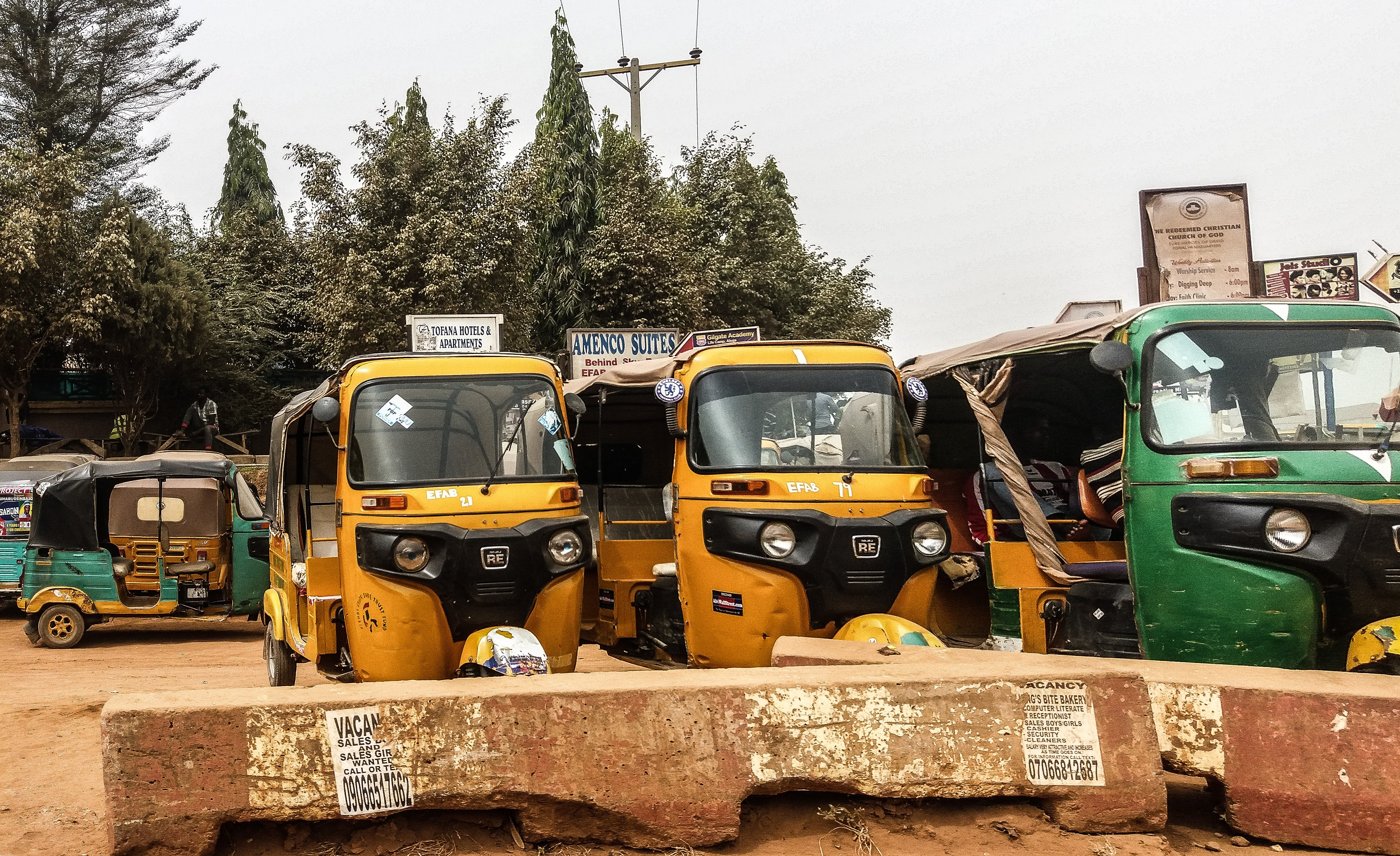
Нигерия
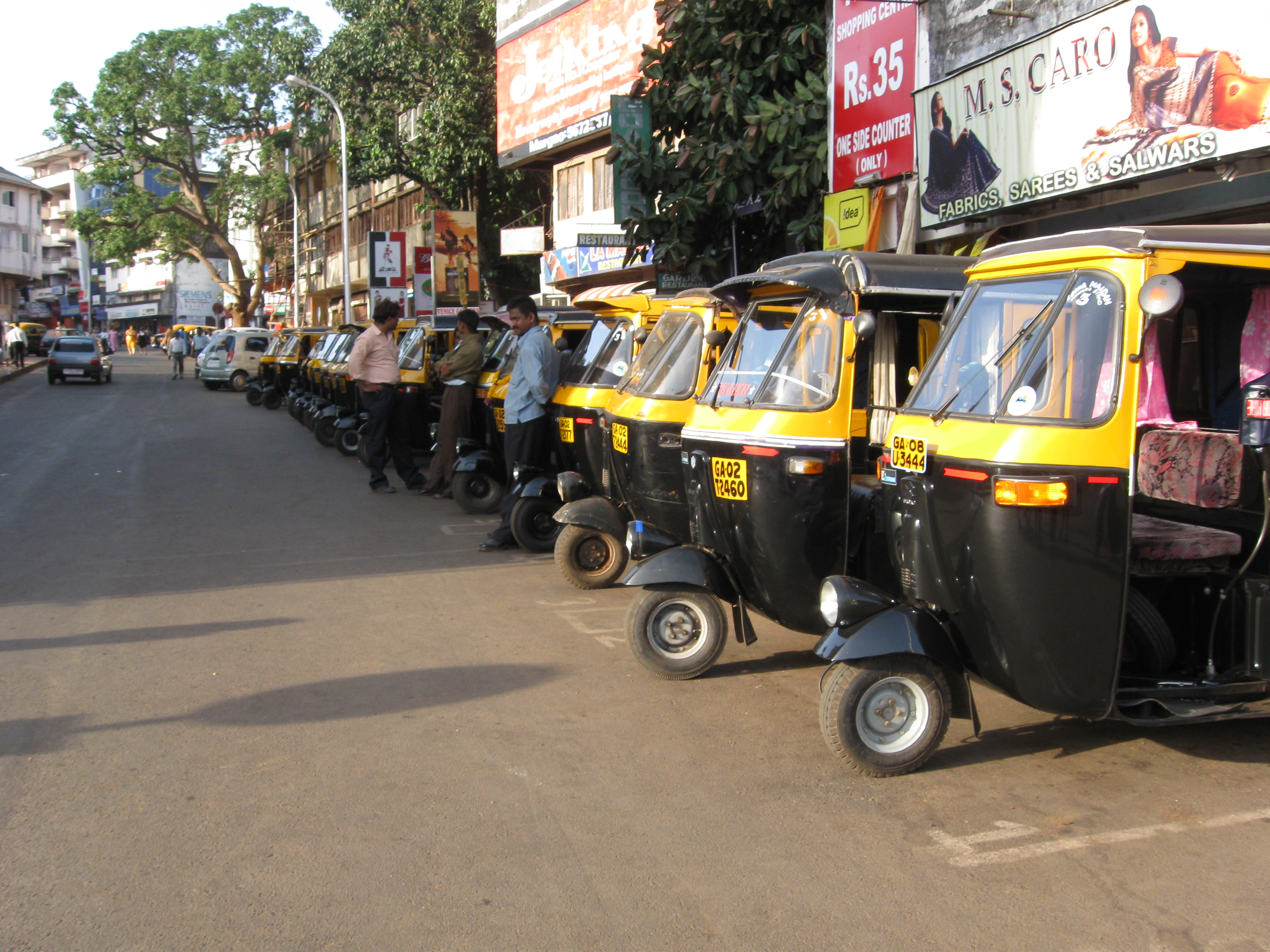
Моторикши RE 4S в Гоа, Индия
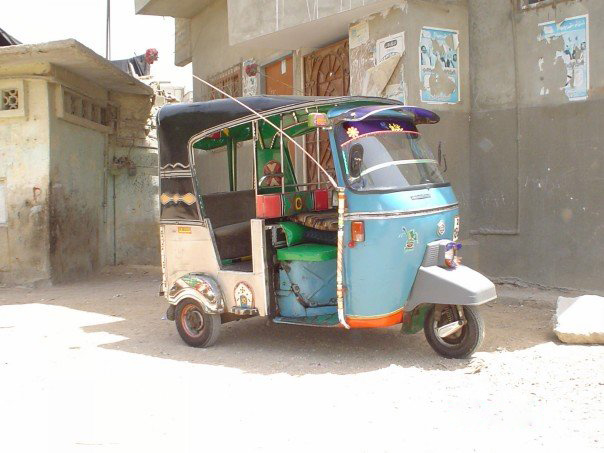
Карачи, Пакистан
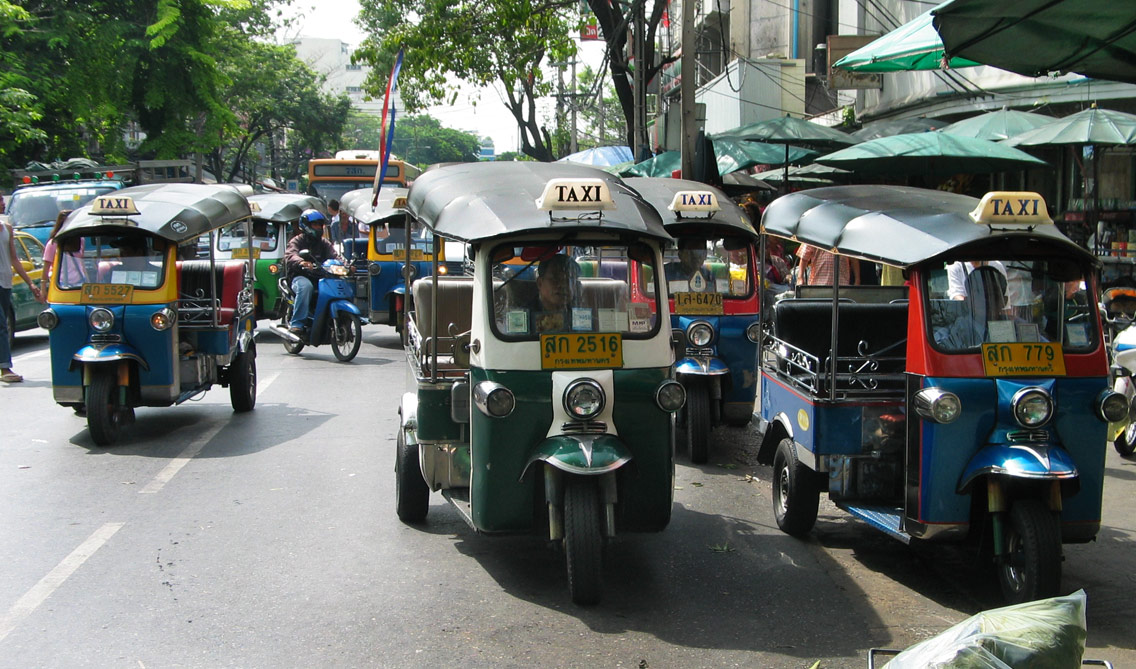
Бангкок, Таиланд
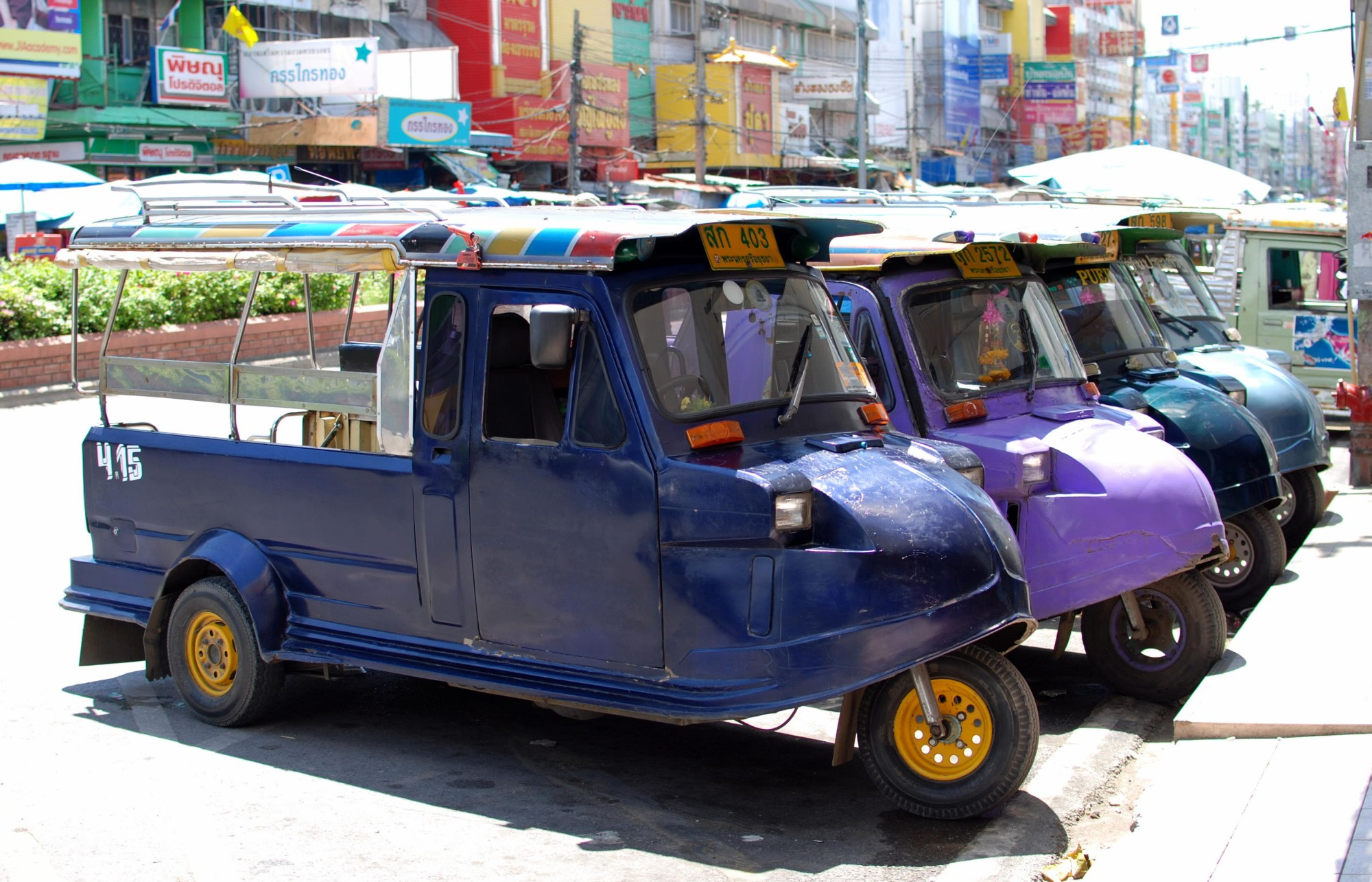
Аюттхая, Таиланд
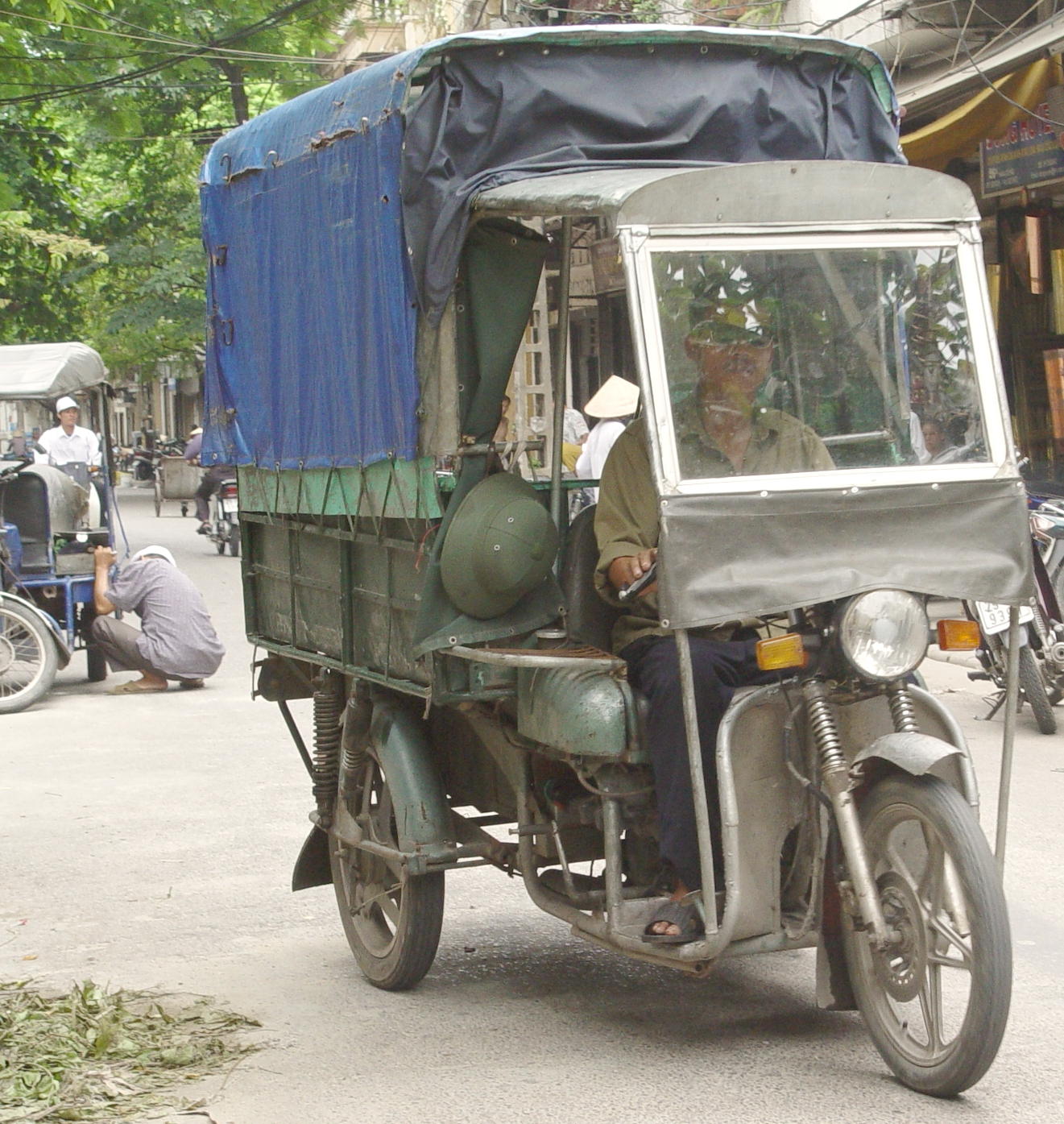
Ханой, Вьетнам
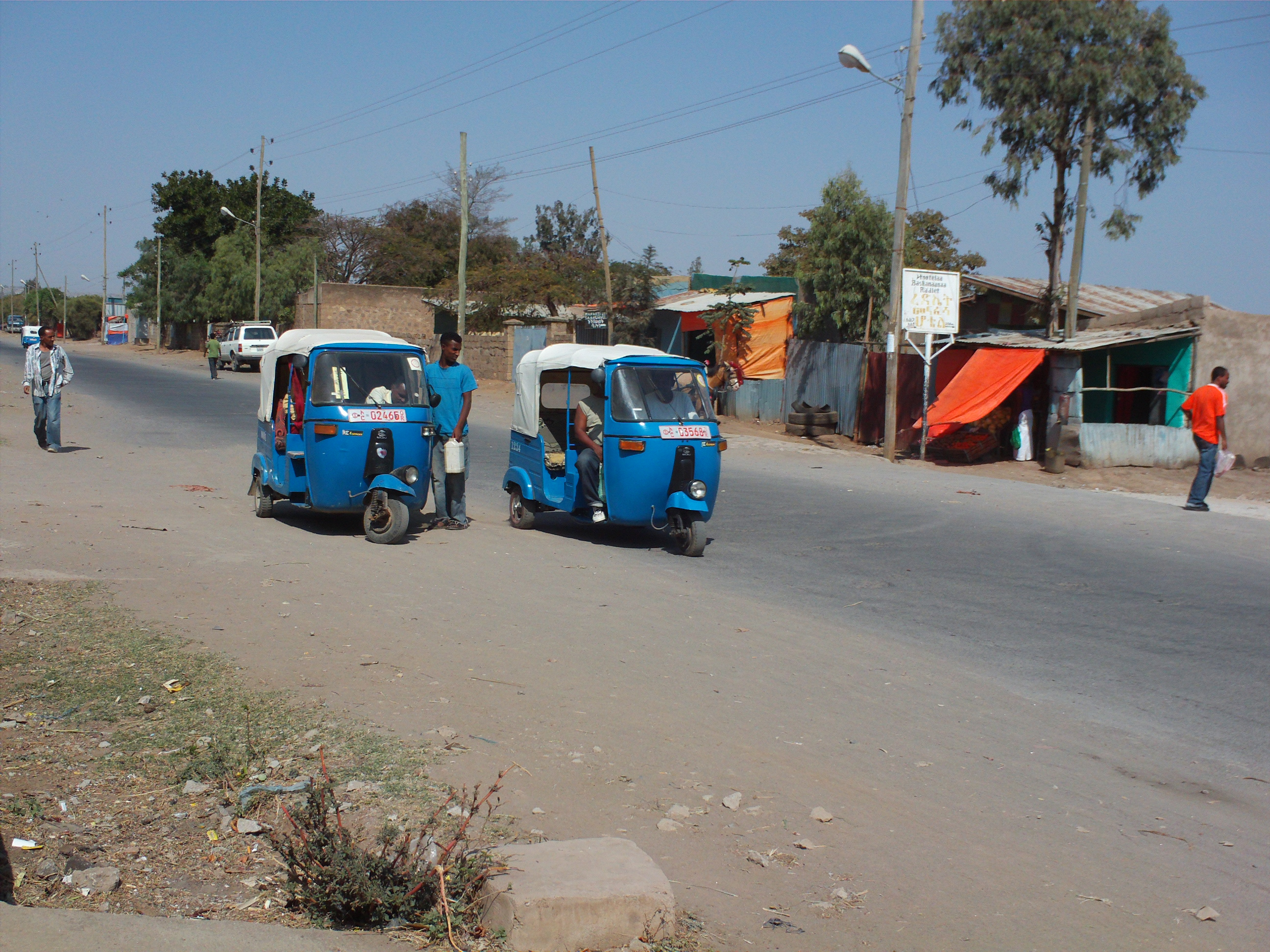
Адама, Эфиопия
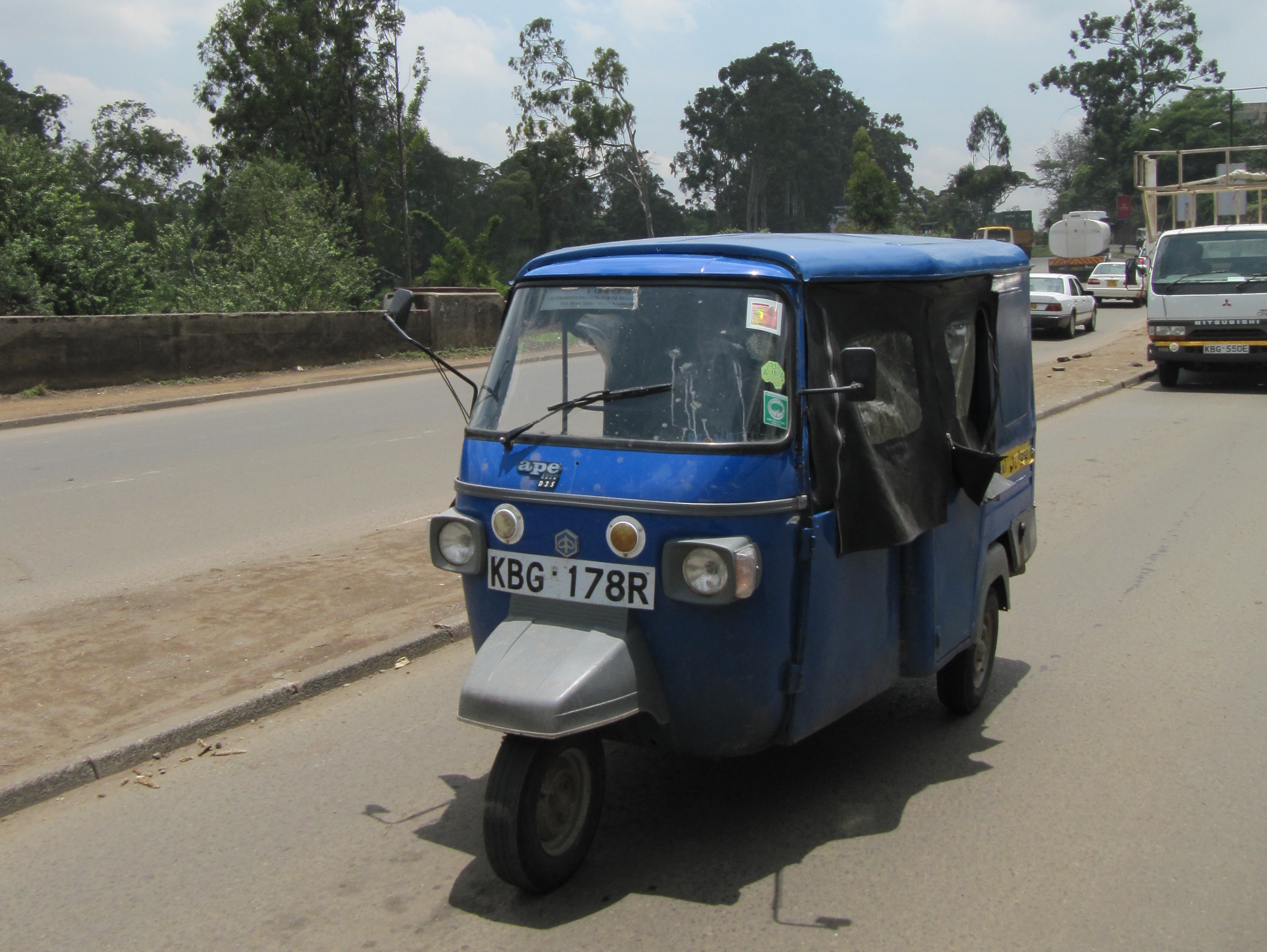
Найроби, Кения
Медан, Индонезия